# Age of Bronze
Age of Bronze é uma série de revistas em quadrinhos americana publicada desde 1998 pela Image Comics. Escrita e ilustrada por Eric Shanower, narra os eventos da Guerra de Troia durante a "Idade do Bronze" que dá origem ao seu título. Sua publicação é irregular - houve um hiato de cerca de dois anos entre a 31ª e a 32ª edição - mas sempre acompanhada por elogios tanto por parte da crítica quanto do público. Por seu trabalho, Shanower foi indicado três vezes ao Eisner Awards na categoria "Melhor Escritor/Artista", em 2001, 2003 e 2006, vencendo as duas primeiras. A série acumulou ainda três indicações ao Eisner de "Melhor Série", nos mesmos anos.
Shanower concebeu a série durante a década de 1990, tendo a ideia de recontar a Guerra de Troia utilizando os quadrinhos como mídia, combinando "a miríade de mitos gregos com o que dizem os registros arqueológicos", recontando a Ilíada sob um ponto de vista "autentica e detalhadamente histórico". Após extensa pesquisa bibliográfica, que incluiu as escavações de Heinrich Schliemann e o livro Studia Troica, Shanower começou a escrever a revista. As 33 edições lançadas até 2013 já foram reunidas em volumes encadernados, intitulados A Thousand Ships, Sacrifice e Betrayal (este, publicado em duas partes). Estes três volumes são os primeiros de sete planejados, que, uma vez completados, retratarão toda a história da guerra, de forma realista, sem incluir deuses ou criaturas mitológicas - Quíron, por exemplo, é retratado como um humano e não como um centauro.